# 浅野俊哉
浅野 俊哉（あさの としや、1962年 - ）は、日本の哲学者（政治哲学・社会思想史）。

## 来歴
1962年、茨城県水戸市生まれ。1986年、慶應義塾大学文学部人間関係学科人間科学専攻を卒業し、日本放送協会（NHK）に入局。その後、同大学法学部に学士入学。1996年3月、筑波大学大学院哲学・思想研究科（哲学専攻）博士後期課程単位修得退学。
1998年、関東学院大学法学部助教授。2004年、関東学院大学法学部教授。2005年、関東学院大学大学院法学研究科教授。

## 著書
- 『スピノザ 共同性のポリティクス』(ISBN 9784903127033)、洛北出版、2006年
- 『スピノザ 触発の思考』（ISBN 9784750349114）、明石書店、2019年